# Winds of Change (album, Eric Burdon & The Animals)
Winds of Change je studiové album britské skupiny Eric Burdon & The Animals, vydané v roce 1967 u MGM Records. Album produkoval Tom Wilson.

## Seznam skladeb
| Strana 1 | Strana 1             | Strana 1 |
| Pořadí   | Název                | Délka    |
| -------- | -------------------- | -------- |
| 1.       | Winds of Change      | 4:00     |
| 2.       | Poem by the Sea      | 2:15     |
| 3.       | Paint It, Black      | 6:00     |
| 4.       | The Black Plague     | 6:05     |
| 5.       | Yes I Am Experienced | 3:40     |

| Strana 2       | Strana 2              | Strana 2 |
| Pořadí         | Název                 | Délka    |
| -------------- | --------------------- | -------- |
| 1.             | San Franciscan Nights | 3:24     |
| 2.             | Man - Woman           | 5:25     |
| 3.             | Hotel Hell            | 4:53     |
| 4.             | Good Times            | 2:50     |
| 5.             | Anything              | 3:20     |
| 6.             | It's All Meat         | 2:05     |
| Celková délka: | Celková délka:        | 44:29    |

## Sestava
- Eric Burdon – zpěv
- Vic Briggs – kytara, klavír, vibrafon
- John Weider – kytara, housle
- Barry Jenkins – bicí
- Danny McCulloch – baskytara